# Marcel Gromadowski
Marcel Gromadowski (ur. 19 grudnia 1985 we Wrocławiu) – polski siatkarz, grający na pozycji atakującego. 14 września 2009 za wybitne osiągnięcia sportowe, Prezydent RP Lech Kaczyński nadał mu Krzyż Kawalerski Orderu Odrodzenia Polski. Dekoracji w imieniu prezydenta dokonał dzień później Premier RP Donald Tusk.
W sezonie 2020/2021 był zawodnikiem klubu KS Bielawianka Bester Bielawa, lecz nie dokończył sezonu w tym klubie. 
Jego młodsza siostra Aleksandra, również jest siatkarką. 

## Sukcesy klubowe
Liga Mistrzów:
- 2008

Liga włoska:
- 2008

Puchar Polski:
- 2016

Liga polska:
- 2016

Liga czeska:
- 2018

## Sukcesy reprezentacyjne
Mistrzostwa Europy Kadetów:
- 2003

Mistrzostwa Świata Juniorów:
- 2003

Mistrzostwa Europy:
- 2009

## Kariera
Marcel Gromadowski to jeden z najbardziej utalentowanych siatkarzy młodego pokolenia grających na pozycji atakującego. W świecie siatkarskim zasłynął z potężnego zbicia, i trudnej do odbioru zagrywki. 
Swoją siatkarską karierę Marcel zaczął dość przypadkowo, gdyż, jak sam mówi, zetknął z tą dyscypliną sportu w rodzinnym Wrocławiu, gdy rodzice zmienili mieszkanie. W wieku niespełna 11 lat, trafił do szkoły o profilu siatkarskim, która współpracowała z Gwardią Wrocław. Tam pod okiem pierwszego trenera Andrzeja Dźwigały zaczął rozwijać swój talent. 
Podczas rozgrywanego turnieju w Cetniewie Gromadowski został zaproszony na testy do Spały, a po ukończeniu szkoły podstawowej rozpoczął naukę w Szkole Mistrzostwa Sportowego. 
Znakomite występy w reprezentacjach młodzieżowych i złoty medal Mistrzostw Świata juniorów nie mogły nie zadecydować o klubowej karierze młodego atakującego. Po grze w spalskim SMS-e i występach w serii B w Gwardii Wrocław, przyszła pora na debiut w siatkarskiej ekstraklasie. Pozyskaniem mistrza świata juniorów zainteresowanych było kilka klubów PLS- u, w tym Skra Bełchatów. Na początku sezonu 2004/2005 Marcel Gromadowski podpisał kontakt z Mostostalem. Prezes Kazimierz Pietrzyk nie krył zadowolenia, twierdząc, że za dwa lata Gromadowski będzie najlepszym siatkarzem w Polsce. Zawodnik o swoim wyborze: „Kończąc SMS, miałem do wyboru kilka klubów z PLS-u. Postawiłem na Kędzierzyn z paru względów. Najważniejszym było to, że w trakcie rozmów z zarządem dowiedziałem się, że nastąpi odmłodzenie zespołu. Pojawiła się tym samym szansa na granie. Innym argumentem było to, że z Kędzierzyna mam całkiem blisko do Wrocławia (dom rodzinny) oraz do Opola (studia). W mieście panuje świetna atmosfera do gry w siatkówkę. Niczego mi tu nie brakuje i jestem zadowolony ze swojego wyboru”.
Pierwszy sezon Marcela w Polskiej Lidze Siatkówki był bardzo udany. Młody siatkarz grał na wysokiej skuteczności, a przy okazji „straszył rywali zagrywką”. Mimo młodego wieku, był bardzo regularny w każdym elemencie siatkarskiego rzemiosła. Zauważył to również trener Kubacki, który po sezonie chwalił Marcela: „Wyróżniłbym Marcela Gromadowskiego, który mimo młodego wieku „ciągnie grę”, zdobywa ogromną ilość punktów, a to jest bardzo dobra zaliczka na dalszy rozwój jego kariery”.
Sam zainteresowany również był zadowolony z występów w Mostostalu w sezonie 2004/2005, chociaż podkreślał, że przed nim jest jeszcze wiele nauki.
Gromadowski został także powołany przez Raula Lozano w 2005 do szerokiego składu na Ligę Światową.
Marcel Gromadowski po podpisaniu kontraktu na początku września 2011 z Iraklisem Saloniki, już pod koniec miesiąca przestał być zawodnikiem greckiej ekipy. Niecały miesiąc później znalazł zatrudnienie we francuskim Montpellier UC.